# Donja Lapaštica
Pour l’article homonyme, voir Donja Lapaštica (Podujevo).
Donja Lapaštica (en serbe cyrillique : Доња Лапаштица) est un village de Serbie situé dans la municipalité de Medveđa, district de Jablanica. Au recensement de 2011, il comptait 29 habitants.

## Démographie
| 1948 | 1953 | 1961 | 1971 | 1981 | 1991 | 2002 | 2011 |
| ---- | ---- | ---- | ---- | ---- | ---- | ---- | ---- |
| 272  | 301  | 288  | 215  | 152  | 112  | 53   | 29   |

|  |